# 全肉祭

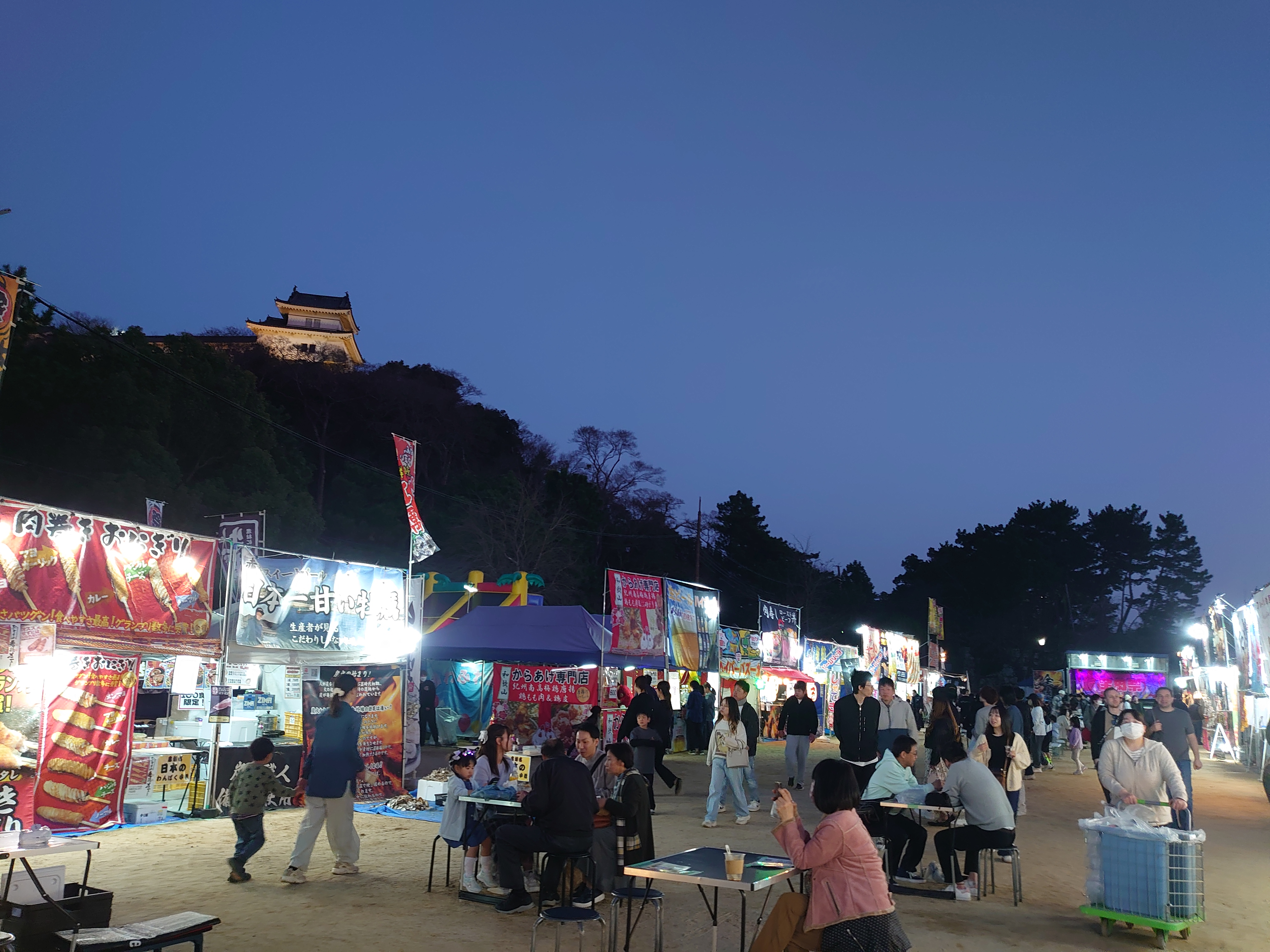
第15回全肉祭＠和歌山城砂の丸広場（2025年3月）

全肉祭（ぜんにくさい）は、2018年から和歌山県和歌山市を中心に開催されている食肉をテーマにしたの野外グルメイベントである。食肉を、畜産肉に限らず海産物や農産物（果肉）として広く捉え、全国から様々な料理店が屋台やキッチンカーで出店する。

## 概要
2018年から毎年3月 - 4月と11月に、和歌山城の砂の丸広場で開催されている（2025年4月現在）。イベント期間中は「最強食肉決定戦」と題したコンテストが開かれ、来場者がスマートフォンなどからWeb投票を行い、グランプリが選出される。2019年度には年間20万人を集客し、2022年からは和歌山県以外でも開催されている。
会場内には、飲食店以外に小児対象の大型エアー遊具や射的、スーパーボールすくいなどのブースも設けられるほか、ワインの試飲やハンドエステ体験、電子タバコ体験などの企業出展ブースも設けられる。
2023年年間集客数１００万人を突破（訳134万人来場）
2024年年間集客数２００万人を突破（訳212万人来場）

## 開催地
- 和歌山　和歌山城砂の丸広場
- 徳島　藍場浜公園
- 大阪　大泉緑地
- 広島　エフピコアリーナふくやま(福山市)
- 広島　広島ゲートパーク(広島市)
- 山口　山口きらら博記念公園
- 島根　旧県立プール跡地広場(松江市)
- 岡山　岡山ドームイベント広場
- 島根　出雲だんだん広場（出雲市）
- 山口　オーヴィジョン海峡ゆめ広場（下関市）
- 福岡　勝山公園（北九州市）
- 高知　城西公園グラウンド
- 岐阜　各務原市民公園（各務原市）
- 静岡　駿府城公園紅葉山公園前広場